# Antonio Adán
Antonio Adán Garrido (Madrid, 13 mei 1987) is een Spaanse betaald voetballer die dienstdoet als doelman. Hij verruilde Atlético Madrid in augustus 2020 voor Sporting Portugal.

## Clubcarrière
Adán speelde vanaf 2004 in het derde elftal van Real Madrid. Sinds het seizoen 2006/2007 komt de doelman uit voor Real Madrid Castilla, het tweede elftal van de club. Zijn officiële debuut in het eerste elftal maakte Adán nog niet, maar voor het seizoen 2006/2007 kreeg hij wel het rugnummer 28 toebedeeld en bovendien trainde de Spanjaard mee met het eerste elftal in de voorbereiding van het seizoen. Adán maakte zijn debuut in het eerste van Real Madrid op 13 februari 2011. Adán viel in de tweede minuut van de wedstrijd al in, omdat Iker Casillas met rood het veld moest verlaten. Sinds 2 september 2013 maakt Adán geen deel meer uit van de Madrileense selectie. Hij kwam niet in de plannen van Carlo Ancelotti voor, waardoor hij op zoek mocht naar een nieuwe club. Op 19 november 2013 tekende hij voor Cagliari in de Serie A, waar hij zijn debuut maakte op 5 januari 2014 in een uitduel wat gelijk werd gespeeld tegen Chievo Verona. (0–0). Op 27 januari 2014 ging hij terug naar de Spaanse competitie. Hij tekende voor Real Betis. Met deze club degradeerde Adán naar de Segunda División A. In 2018 tekende hij na 160 competitiewedstrijden bij Betis voor Atlético Madrid. Daar kwam hij beduidend minder vaak in actie, waarna Adán in augustus 2020 naar Sporting Portugal verhuisde.

## Clubstatistieken
| Seizoen | Club                 | Land              | Competitie         | Competitie | Competitie | Beker | Beker | Supercup | Supercup | Internationaal | Internationaal | Totaal | Totaal |
| Seizoen | Club                 | Land              | Competitie         | Wed.       | Dlp.       | Wed.  | Dlp.  | Wed.     | Dlp.     | Wed.           | Dlp.           | Wed.   | Dlp.   |
| ------- | -------------------- | ----------------- | ------------------ | ---------- | ---------- | ----- | ----- | -------- | -------- | -------------- | -------------- | ------ | ------ |
| 2006/07 | Real Madrid Castilla | Vlag van Spanje   | Segunda División A | 6          | 0          | 0     | 0     | —        | —        | —              | —              | 6      | 0      |
| 2007/08 | Real Madrid Castilla | Vlag van Spanje   | Segunda División B | 11         | 0          | 0     | 0     | —        | —        | —              | —              | 11     | 0      |
| 2008/09 | Real Madrid Castilla | Vlag van Spanje   | Segunda División B | 31         | 0          | 0     | 0     | —        | —        | —              | —              | 31     | 0      |
| 2009/10 | Real Madrid Castilla | Vlag van Spanje   | Segunda División B | 36         | 0          | 0     | 0     | —        | —        | —              | —              | 0      | 0      |
| 2010/11 | Real Madrid          | Vlag van Spanje   | Primera División   | 3          | 0          | 1     | 0     | —        | —        | 1              | 0              | 5      | 0      |
| 2011/12 | Real Madrid          | Vlag van Spanje   | Primera División   | 1          | 0          | 2     | 0     | 0        | 0        | 2              | 0              | 5      | 0      |
| 2012/13 | Real Madrid          | Vlag van Spanje   | Primera División   | 3          | 0          | 4     | 0     | 0        | 0        | 1              | 0              | 8      | 0      |
| 2013/14 | Cagliari Calcio      | Vlag van Italië   | Serie A            | 2          | 0          | 0     | 0     | —        | —        | —              | —              | 2      | 0      |
| 2013/14 | Real Betis           | Vlag van Spanje   | Primera División   | 17         | 0          | 0     | 0     | —        | —        | 4              | 0              | 21     | 0      |
| 2014/15 | Real Betis           | Vlag van Spanje   | Segunda División A | 40         | 0          | 0     | 0     | —        | —        | —              | —              | 40     | 0      |
| 2015/16 | Real Betis           | Vlag van Spanje   | Primera División   | 36         | 0          | 1     | 0     | —        | —        | —              | —              | 37     | 0      |
| 2016/17 | Real Betis           | Vlag van Spanje   | Primera División   | 37         | 0          | 0     | 0     | —        | —        | —              | —              | 37     | 0      |
| 2017/18 | Real Betis           | Vlag van Spanje   | Primera División   | 30         | 0          | 0     | 0     | —        | —        | —              | —              | 30     | 0      |
| 2018/19 | Atlético Madrid      | Vlag van Spanje   | Primera División   | 1          | 0          | 4     | 0     | —        | —        | 0              | 0              | 5      | 0      |
| 2019/20 | Atlético Madrid      | Vlag van Spanje   | Primera División   | 1          | 0          | 1     | 0     | 0        | 0        | 0              | 0              | 2      | 0      |
| 2020/21 | Sporting CP          | Vlag van Portugal | Primeira Liga      | 32         | 0          | 3     | 0     | —        | —        | 2              | 0              | 37     | 0      |
| Totaal  | Totaal               | Totaal            | Totaal             | 287        | 0          | 16    | 0     | 0        | 0        | 10             | 0              | 313    | 0      |

## Interlandcarrière
Adán won in juli 2006 met het Spaans elftal het EK –19 in Polen, samen met onder andere zijn clubgenoten Esteban Granero, Javi García, Alberto Bueno en Juan Manuel Mata. Op het EK bereikte Spanje de finale door in de groepsfase Turkije (5–3), Schotland (4–0) en Portugal (1–1) achter zich te houden en in de halve finale van Oostenrijk te winnen (5–0). In de finale werd met 2–1 gewonnen van Schotland door twee doelpunten van Bueno. In 2003 en 2004 was Adán al verliezend finalist op het EK –17. In 2007 nam hij deel aan het WK –20 in Canada.

## Erelijst
| Competitie                         |             |             |             |             |
| Competitie                         | Aantal      | Jaren       |             |             |
| Real Madrid                        | Real Madrid | Real Madrid | Real Madrid | Real Madrid |
| ---------------------------------- | ----------- | ----------- | ----------- | ----------- |
| Kampioen Primera División          | 1x          | 2011/12     |             |             |
| Copa del Rey                       | 1x          | 2010/11     |             |             |
| Supercopa de España                | 1x          | 2012        |             |             |
| Real Betis                         |             |             |             |             |
| Kampioen Segunda División A        | 1x          | 2014/15     |             |             |
| Atlético Madrid                    |             |             |             |             |
| UEFA Super Cup                     | 1x          | 2018        |             |             |
| Sporting CP                        |             |             |             |             |
| Kampioen Primeira Liga             | 1x          | 2020/21     |             |             |
| Taça da Liga                       | 1x          | 2020/21     |             |             |
| Spanje –19                         |             |             |             |             |
| Europees kampioenschap voetbal –19 | 1x          | 2006        |             |             |

1 Israel ·
2 Reis ·
3 St. Juste ·
5 Morita ·
6 Debast ·
8 Gonçalves ·
9 Gyökeres ·
10 Edwards ·
11 Santos ·
13 Kovačević ·
17 Trincão ·
19 Harder ·
20 Araújo ·
21 Catamo ·
22 Fresneda ·
23 Bragança ·
25 Inácio ·
26 Diomande ·
41 Callai ·
42 Hjulmand  ·
47 Esgaio ·
57 Quenda ·
72 Quaresma ·
Coach: Amorim